# Wilhelm Brandenstein
Wilhelm Brandenstein (ur. 23 października 1898; zm. 1 grudnia 1967, Graz) – austriacki językoznawca i historyk.
W latach 1941–1967 był kierownikiem Instytutu Językoznawstwa Porównawczego na Uniwersytecie w Grazu. Napisał prace na temat języków staroperskiego i starogreckiego, jak również zagadnień historycznych, jak pochodzenie Etrusków oraz istnienie Atlantydy Platona. Na podstawie analizy krytyczno-literackiej, doszedł do wniosku, że Atlantyda nie była wymysłem Platona, a została zaczerpnięta z tradycji sięgającej według niego kultury minojskiej. Swoimi przemyśleniami zainspirował Massima Pallottina do napisania artykułu pt. Atlantide.

## Publikacje
- Die Herkunft der Etrusker, 1937.
- Frühgeschichte und Sprachwissenschaft, 1948.
- Einführung in die Phonetik und Phonologie, 1950.
- Atlantis – Größe und Untergang eines geheimnisvollen Inselreiches, Wiedeń 1951.